# Gran Premio motociclistico di Gran Bretagna 1994
Il Gran Premio motociclistico di Gran Bretagna 1994 fu il decimo Gran Premio della stagione e si disputò il 24 luglio 1994 sul circuito di Donington Park.
Nella classe 500 il vincitore fu Kevin Schwantz, che interruppe la striscia di sei vittorie consecutive di Mick Doohan, secondo al traguardo davanti a Luca Cadalora; nella classe 250 salirono sul podio Loris Capirossi, al quarto successo stagionale, davanti a Tadayuki Okada e Doriano Romboni; le prime tre posizioni nella gara della classe 125 furono occupate invece da Takeshi Tsujimura, alla terza vittoria dell'anno, seguito da Stefano Perugini, al primo podio nel motomondiale, e Peter Öttl.
Nello stesso fine settimana si disputò la quinta gara della stagione dei sidecar, che vide il terzo successo dell'anno dell'equipaggio formato dagli elvetici Rolf Biland e Kurt Waltisperg.

## Classe 500

### Arrivati al traguardo
| Pos | Nº | Pilota            | Squadra                 | Motocicletta  | Giri | Tempo     | Griglia | Punti |
| --- | -- | ----------------- | ----------------------- | ------------- | ---- | --------- | ------- | ----- |
| 1   | 1  | Kevin Schwantz    | Lucky Strike Suzuki     | Suzuki        | 30   | 47:31.632 | 2       | 25    |
| 2   | 4  | Mick Doohan       | Honda Team HRC          | Honda         | 30   | +2.366    | 1       | 20    |
| 3   | 5  | Luca Cadalora     | Marlboro Team Roberts   | Yamaha        | 30   | +5.810    | 3       | 16    |
| 4   | 11 | John Kocinski     | Cagiva Team Agostini    | Cagiva        | 30   | +12.260   | 4       | 13    |
| 5   | 10 | Doug Chandler     | Cagiva Team Agostini    | Cagiva        | 30   | +16.464   | 5       | 11    |
| 6   | 8  | Àlex Crivillé     | Honda Team HRC          | Honda         | 30   | +19.774   | 9       | 10    |
| 7   | 17 | Alberto Puig      | Ducados Honda Pons      | Honda         | 30   | +39.656   | 6       | 9     |
| 8   | 50 | Niall Mackenzie   | Slick 50 Team WCM       | ROC Yamaha    | 30   | +53.064   | 8       | 8     |
| 9   | 7  | Shin'ichi Itō     | Honda Team HRC          | Honda         | 30   | +1:00.783 | 10      | 7     |
| 10  | 14 | Jeremy McWilliams | Millar Racing           | Yamaha        | 30   | +1:12.378 | 13      | 6     |
| 11  | 18 | Bernard Garcia    | Yamaha Motor France     | ROC Yamaha    | 30   | +1:15.409 | 14      | 5     |
| 12  | 19 | Sean Emmett       | Shell Harris Grand Prix | Harris Yamaha | 30   | +1:25.088 | 19      | 4     |
| 13  | 16 | Laurent Naveau    | Euro Team               | ROC Yamaha    | 30   | +1:25.356 | 16      | 3     |
| 14  | 15 | John Reynolds     | Padgett's Motorcycles   | Harris Yamaha | 29   | +1 giro   | 12      | 2     |
| 15  | 34 | Bruno Bonhuil     | MTD Objectif 500        | ROC Yamaha    | 29   | +1 giro   | 20      | 1     |
| 16  | 20 | Kevin Mitchell    | MBM Racing              | Harris Yamaha | 29   | +1 giro   | 22      |       |
| 17  | 63 | Udo Mark          | Sachsen Racing          | ROC Yamaha    | 29   | +1 giro   | 26      |       |
| 18  | 23 | Lucio Pedercini   | Team Pedercini          | ROC Yamaha    | 29   | +1 giro   | 21      |       |
| 19  | 36 | Jean Foray        | Jean Foray Racing       | ROC Yamaha    | 29   | +1 giro   | 24      |       |
| 20  | 29 | Andreas Leuthe    | Doppler Austria         | ROC Yamaha    | 29   | +1 giro   | 29      |       |
| 21  | 21 | Cees Doorakkers   | Team Doorakkers         | Harris Yamaha | 29   | +1 giro   | 27      |       |

### Ritirati
| Nº | Pilota               | Squadra             | Motocicletta  | Giri | Griglia |
| -- | -------------------- | ------------------- | ------------- | ---- | ------- |
| 27 | Bernard Haenggeli    | Haenggeli Racing    | ROC Yamaha    | 24   | 18      |
| 44 | Marc Garcia          | DR Team Shark       | ROC Yamaha    | 20   | 28      |
| 24 | Cristiano Migliorati | Team Pedercini      | ROC Yamaha    | 9    | 23      |
| 6  | Alex Barros          | Lucky Strike Suzuki | Suzuki        | 5    | 7       |
| 39 | James Haydon         | Team Elit           | ROC Yamaha    | 1    | 15      |
| 73 | Nick Hopkins         | Triton Team GB      | Harris Yamaha | 1    | 17      |

### Non partiti
| Nº | Pilota              | Squadra              | Motocicletta | Griglia |
| -- | ------------------- | -------------------- | ------------ | ------- |
| 70 | Carl Fogarty        | Cagiva Team Agostini | Cagiva       | 11      |
| 51 | Jean-Pierre Jeandat | JPJ Racing           | ROC Yamaha   | 25      |

## Classe 250

### Arrivati al traguardo
| Pos | Nº | Pilota                    | Moto    | Giri | Tempo     | Griglia | Punti |
| --- | -- | ------------------------- | ------- | ---- | --------- | ------- | ----- |
| 1   | 2  | Loris Capirossi           | Honda   | 27   | 43:18.624 | 1       | 25    |
| 2   | 8  | Tadayuki Okada            | Honda   | 27   | +3.233    | 5       | 20    |
| 3   | 5  | Doriano Romboni           | Honda   | 27   | +3.356    | 4       | 16    |
| 4   | 1  | Tetsuya Harada            | Yamaha  | 27   | +3.876    | 6       | 13    |
| 5   | 22 | Jean-Michel Bayle         | Aprilia | 27   | +5.516    | 8       | 11    |
| 6   | 17 | Jean-Philippe Ruggia      | Aprilia | 27   | +6.107    | 7       | 10    |
| 7   | 28 | Ralf Waldmann             | Honda   | 27   | +6.486    | 3       | 9     |
| 8   | 11 | Nobuatsu Aoki             | Honda   | 27   | +27.333   | 9       | 8     |
| 9   | 15 | Luis d'Antín              | Honda   | 27   | +35.490   | 15      | 7     |
| 10  | 19 | Eskil Suter               | Aprilia | 27   | +36.310   | 10      | 6     |
| 11  | 12 | Wilco Zeelenberg          | Honda   | 27   | +36.895   | 12      | 5     |
| 12  | 23 | Carlos Checa              | Honda   | 27   | +37.120   | 11      | 4     |
| 13  | 44 | Toshihiko Honma           | Yamaha  | 27   | +37.900   | 14      | 3     |
| 14  | 20 | Adrian Bosshard           | Honda   | 27   | +1:03.992 | 13      | 2     |
| 15  | 38 | Luis Maurel               | Honda   | 27   | +1:09.666 | 18      | 1     |
| 16  | 32 | Jurgen van den Goorbergh  | Aprilia | 27   | +1:09.788 | 17      |       |
| 17  | 16 | Patrick van den Goorbergh | Aprilia | 27   | +1:31.711 | 20      |       |
| 18  | 27 | Adi Stadler               | Honda   | 27   | +1:31.906 | 22      |       |
| 19  | 30 | José Luis Cardoso         | Aprilia | 26   | +1 giro   | 26      |       |
| 20  | 71 | Eugene McManus            | Yamaha  | 26   | +1 giro   | 25      |       |
| 21  | 34 | Christian Boudinot        | Aprilia | 26   | +1 giro   | 24      |       |
| 22  | 35 | Rodney Fee                | Honda   | 26   | +1 giro   | 31      |       |
| 23  | 31 | Enrique de Juan           | Aprilia | 26   | +1 giro   | 32      |       |
| 24  | 42 | Donnie Hough              | Honda   | 25   | +2 giri   | 34      |       |

### Ritirati
| Nº | Pilota              | Moto    | Giri | Griglia |
| -- | ------------------- | ------- | ---- | ------- |
| 4  | Max Biaggi          | Aprilia | 19   | 2       |
| 37 | Noël Ferro          | Honda   | 18   | 30      |
| 40 | Giuseppe Fiorillo   | Honda   | 13   | 21      |
| 33 | Kristian Kaas       | Yamaha  | 13   | 29      |
| 13 | Frédéric Protat     | Honda   | 9    | 28      |
| 39 | Alessandro Gramigni | Aprilia | 7    | 27      |
| 6  | Andreas Preining    | Aprilia | 1    | 16      |
| 29 | Juan Bautista Borja | Honda   | 0    | 23      |

### Non partiti
| Nº | Pilota           | Moto    | Griglia |
| -- | ---------------- | ------- | ------- |
| 26 | Bernd Kassner    | Aprilia | 19      |
| 43 | Manuel Hernández | Aprilia | 33      |

## Classe 125

### Arrivati al traguardo
| Pos | Nº | Pilota                | Moto    | Giri | Tempo     | Griglia | Punti |
| --- | -- | --------------------- | ------- | ---- | --------- | ------- | ----- |
| 1   | 3  | Takeshi Tsujimura     | Honda   | 26   | 44:22.659 | 3       | 25    |
| 2   | 32 | Stefano Perugini      | Aprilia | 26   | +0.267    | 8       | 20    |
| 3   | 10 | Peter Öttl            | Aprilia | 26   | +1.459    | 5       | 16    |
| 4   | 2  | Kazuto Sakata         | Aprilia | 26   | +1.631    | 1       | 13    |
| 5   | 9  | Herri Torrontegui     | Aprilia | 26   | +1.853    | 2       | 11    |
| 6   | 5  | Noboru Ueda           | Honda   | 26   | +16.690   | 4       | 10    |
| 7   | 7  | Oliver Petrucciani    | Aprilia | 26   | +22.169   | 6       | 9     |
| 8   | 1  | Dirk Raudies          | Honda   | 26   | +23.821   | 16      | 8     |
| 9   | 21 | Carlos Giró           | Aprilia | 26   | +24.310   | 13      | 7     |
| 10  | 8  | Jorge Martínez        | Yamaha  | 26   | +24.597   | 9       | 6     |
| 11  | 28 | Hideyuki Nakajō       | Honda   | 26   | +31.753   | 10      | 5     |
| 12  | 36 | Masaki Tokudome       | Honda   | 26   | +33.646   | 14      | 4     |
| 13  | 12 | Haruchika Aoki        | Honda   | 26   | +36.317   | 19      | 3     |
| 14  | 29 | Gabriele Debbia       | Aprilia | 26   | +36.437   | 17      | 2     |
| 15  | 6  | Akira Saitō           | Honda   | 26   | +36.903   | 20      | 1     |
| 16  | 30 | Manfred Geissler      | Aprilia | 26   | +44.149   | 23      |       |
| 17  | 15 | Stefan Prein          | Yamaha  | 26   | +45.273   | 15      |       |
| 18  | 47 | Juan Enrique Maturana | Yamaha  | 26   | +49.936   | 25      |       |
| 19  | 27 | Tomoko Igata          | Honda   | 26   | +50.811   | 26      |       |
| 20  | 11 | Fausto Gresini        | Honda   | 26   | +51.071   | 7       |       |
| 21  | 25 | Neil Hodgson          | Honda   | 26   | +1:06.813 | 11      |       |
| 22  | 26 | Emilio Alzamora       | Honda   | 26   | +1:08.288 | 18      |       |
| 23  | 22 | Lucio Cecchinello     | Honda   | 26   | +1:08.761 | 21      |       |
| 24  | 37 | Frédéric Petit        | Yamaha  | 26   | +1:09.329 | 28      |       |
| 25  | 44 | Yasuaki Takahashi     | Honda   | 26   | +1:43.447 | 30      |       |
| 26  | 46 | Bertrand Stey         | Honda   | 26   | +1:44.015 | 34      |       |
| 27  | 33 | Vittorio Lopez        | Honda   | 26   | +2:21.960 | 35      |       |
| 28  | 70 | Darren Barton         | Honda   | 25   | +1 giro   | 36      |       |

### Ritirati
| Nº | Pilota             | Moto    | Giri | Griglia |
| -- | ------------------ | ------- | ---- | ------- |
| 16 | Manfred Baumann    | Yamaha  | 16   | 29      |
| 35 | Loek Bodelier      | Honda   | 14   | 24      |
| 45 | Luigi Ancona       | Honda   | 12   | 22      |
| 19 | Garry McCoy        | Aprilia | 11   | 27      |
| 31 | Gianluigi Scalvini | Aprilia | 10   | 12      |
| 71 | Kevin Mawdsley     | Honda   | 10   | 33      |
| 24 | Hans Spaan         | Honda   | 4    | 32      |

### Non partito
| Nº | Pilota          | Moto  | Griglia |
| -- | --------------- | ----- | ------- |
| 43 | Frank Baldinger | Honda | 31      |

## Classe sidecar
L'equipaggio Rolf Biland-Kurt Waltisperg vince precedendo al traguardo Derek Brindley-Paul Hutchinson e Steve Webster-Adolf Hänni. Problemi meccanici fermano Darren Dixon-Andy Hetherington, che erano in testa alla corsa, e Markus Bösiger-Jürg Egli.
In classifica Biland conduce con 91 punti, davanti a Webster a 63 e a Derek Brindley a 61.

### Arrivati al traguardo (posizioni a punti)
| Pos | Pilota             | Passeggero              | Moto            | Giri | Tempo     | Punti |
| --- | ------------------ | ----------------------- | --------------- | ---- | --------- | ----- |
| 1   | Rolf Biland        | Kurt Waltisperg         | LCR-Swissauto   | 26   | 45:54.342 | 25    |
| 2   | Derek Brindley     | Paul Hutchinson         | LCR-Honda       | 26   | +0.672    | 20    |
| 3   | Steve Webster      | Adolf Hänni             | LCR-Yamaha      | 26   | +22.260   | 16    |
| 4   | Klaus Klaffenböck  | Christian Parzer        | LCR-Bartol      | 26   | +29.497   | 13    |
| 5   | Paul Güdel         | Charly Güdel            | LCR-ADM         | 26   | +29.806   | 11    |
| 6   | Yoshisada Kumagaya | Mike Finnegan           | LCR-ADM         | 26   | +33.374   | 10    |
| 7   | Steve Abbott       | Julian Tailford         | Windle-Krauser  | 26   | +42.417   | 9     |
| 8   | Barry Brindley     | Scott Whiteside         | LCR-Yamaha      | 26   | +1:17.359 | 8     |
| 9   | Mark Reddington    | Trevor Crone            | LCR-ADM         | 25   | +1 giro   | 7     |
| 10  | Benny Janssen      | Frans Geurts van Kessel | LCR-Yamaha      | 25   | +1 giro   | 6     |
| 11  | Kevin Webster      | Harry Hofsteenge        | LCR-Krauser     | 25   | +1 giro   | 5     |
| 12  | Ralph Bohnhorst    | Peter Brown             | LCR-Steinhausen | 25   | +1 giro   | 4     |
| 13  | Ian Wilford        | Craig Hallam            | LCR-ADM         |      |           | 3     |
| 14  | David Hoskin       | David James             | LCR-ADM         |      |           | 2     |
| 15  | Gary Knight        | Trevor Hopkinson        | Windle-Krauser  |      |           | 1     |